# Coloburiscus humeralis
Coloburiscus humeralis är en dagsländeart som först beskrevs av Walker 1853.  Coloburiscus humeralis ingår i släktet Coloburiscus och familjen Coloburiscidae. Inga underarter finns listade i Catalogue of Life.